# Józef Czyżewski (działacz narodowy)

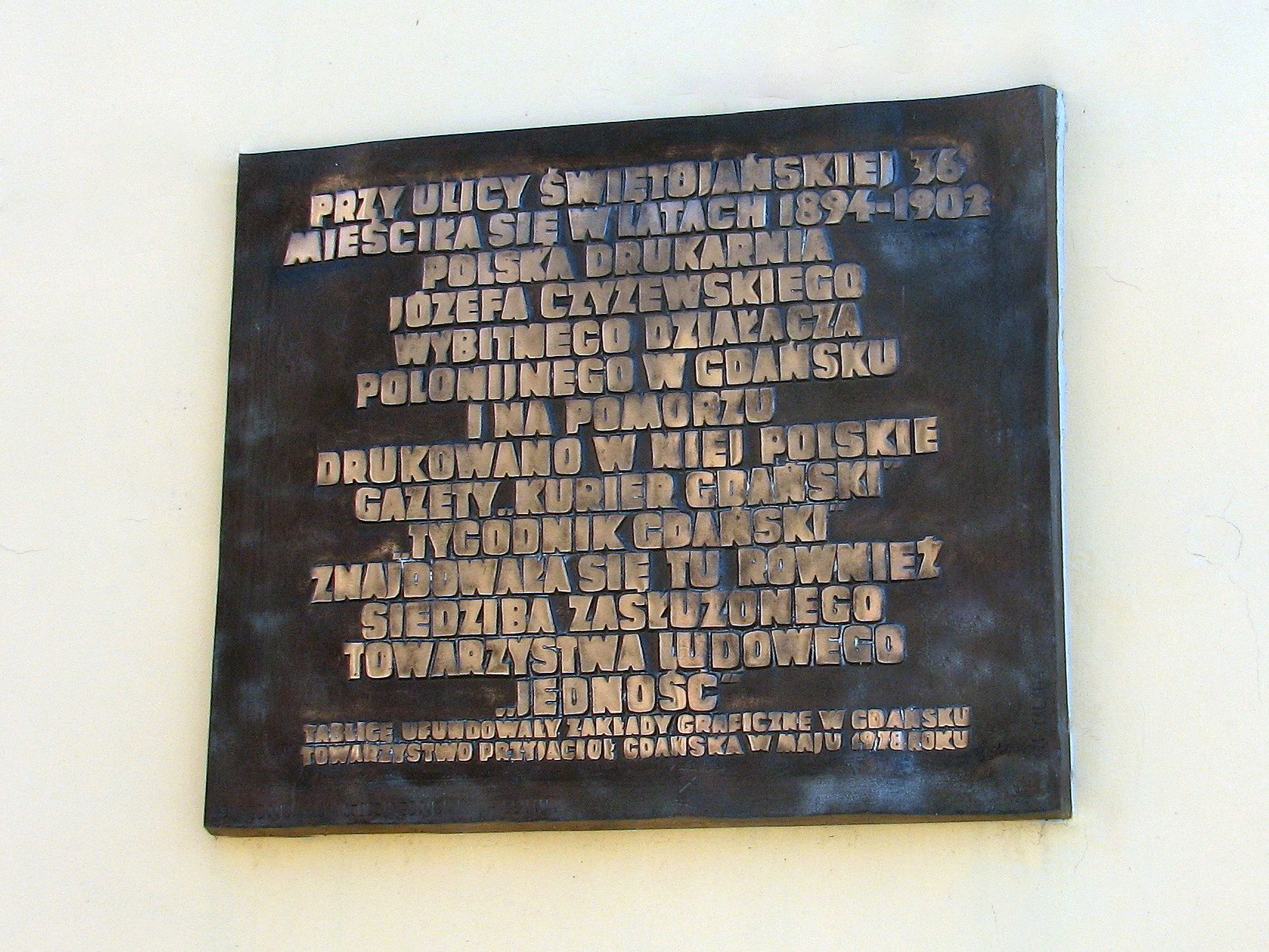
Tablica na Głównym Mieście w miejscu, gdzie znajdowała się drukarnia Józefa Czyżewskiego. Obecnie jest tu przedszkole

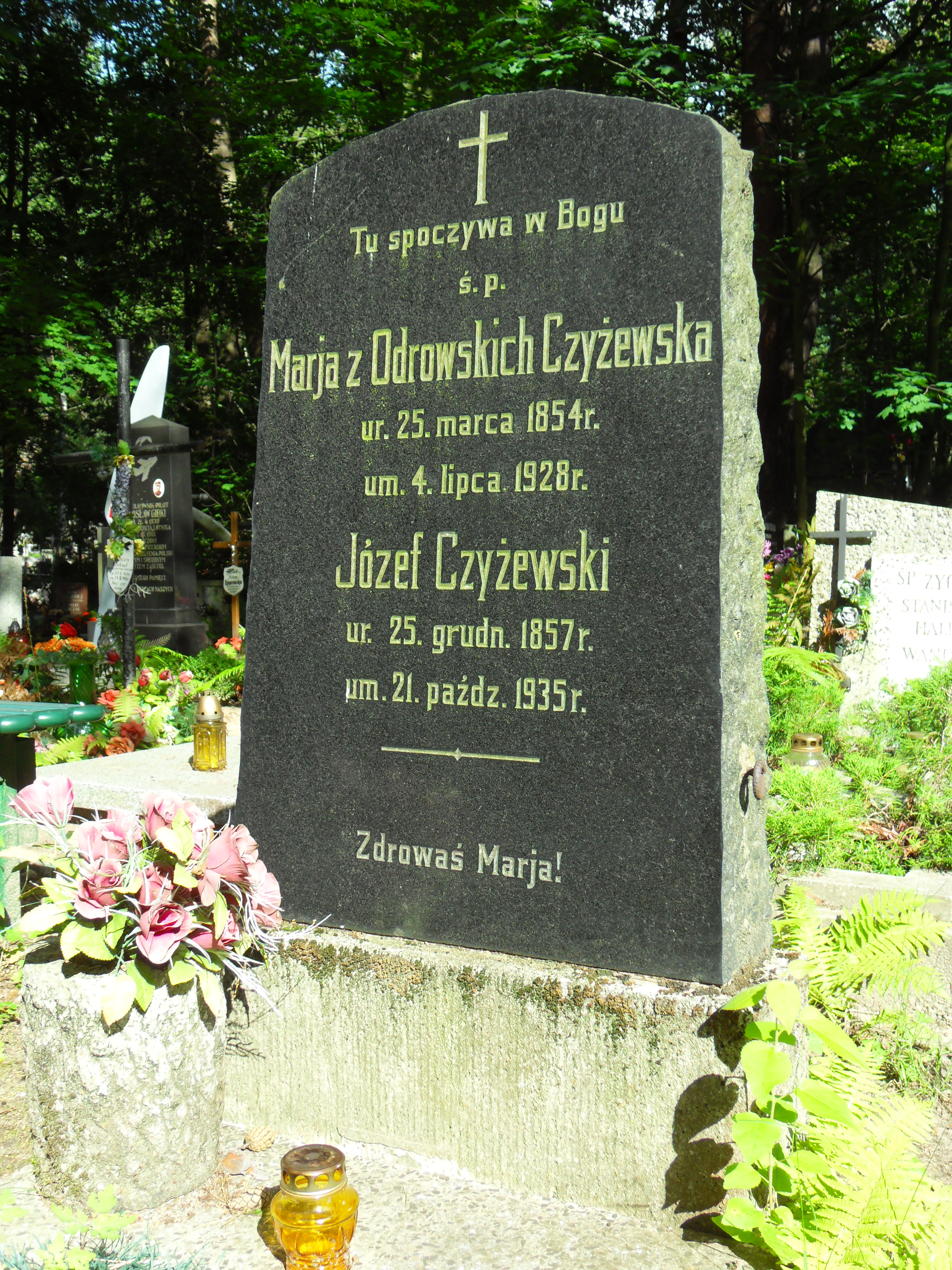
Grób na gdańskim Cmentarzu Srebrzysko

Józef Czyżewski (ur. 25 grudnia 1857 w Widlicach, zm. 21 października 1935 w Gdańsku) – polski drukarz, działacz narodowy w Gdańsku.

## Życiorys
Był wnukiem Wawrzyńca Czyżewskiego, majora Wojska Polskiego, który po powstaniu listopadowym osiadł na Pomorzu. Ze względu na otwarcie manifestowaną postawę patriotyczną rodziny, władze pruskie uniemożliwiły Józefowi ukończenie progimnazjum w Pelplinie. Początkowo pracował jako agronom, a następnie – po odbyciu służby wojskowej – w 1878 osiadł w Gdańsku i założył warsztat wikliniarski. Swoje wyroby rozwoził po całym terytorium Pomorza, prowadząc jednocześnie działalność narodową – nawiązywał kontakty, sprzedawał polskie gazety i książki. W 1884 sprzedał swój warsztat i kupił małą drukarnię. Było to przedsiębiorstwo, w którym pracowała cała rodzina Czyżewskich (cztery córki i dwóch synów), zajmując się tłoczeniem druków akcydensowych oraz wydawaniem własnych gazet. Były to „Kurier Gdański” (od 1884), pisemko przeznaczone głównie dla ludności wiejskiej, oraz „Tygodnik Gdański” (od 1885). W 1891 Czyżewski był współzałożycielem „Gazety Gdańskiej”. W 1908 przez pewien czas drukował pismo „Gryf” wydawane przez Aleksandra Majkowskiego.
W 1884 Czyżewski był inicjatorem powstania Towarzystwa Ludowego „Jedność”, którego celem było prowadzenie akcji oświatowej i patriotycznej wśród zamieszkujących w Gdańsku Polaków. W 1904 przekształciło się ono w Związek Polskich Towarzystw Ludowych. W 1906 był współzałożycielem Zjednoczenia Zawodowego Polskiego. W 1910 wraz z Antonim Abrahamem za swoje wystąpienie zostali poturbowani, skazani na miesiąc aresztu i znaczną grzywnę. W 1912 założył konspiracyjną organizację Towarzystwo Odrodzenia Polski, przygotowującą wybuch powstania w celu przyłączenia Pomorza do Polski. Już wcześniej, w 1905 w ramach organizacji "Straż", pełnił funkcję tajnego polskiego starosty na miasto i powiat Gdańsk, któremu podlegało 70 komisarzy terenowych.
W grudniu 1918 drukarnia Czyżewskich została napadnięta i zniszczona przez bojówkę niemiecką, obrabowano także dom i sklep. Mimo to Czyżewski działał w polskim ruchu narodowym, wszedł w skład Naczelnej Rady Ludowej w Poznaniu oraz polskiej Rady Ludowej w Gdańsku. W kwietniu 1919 na zjeździe w Gdańsku zakładał Polskie Stronnictwo Ludowe – Pomorze. Po utworzeniu Wolnego Miasta Gdańska należał do założycieli i czołowych działaczy Gminy Polskiej oraz Macierzy Szkolnej. W 1928 został honorowym prezesem Gminy Polskiej.
Był odznaczony Krzyżem Oficerskim Orderu Odrodzenia Polski, Medalem Niepodległości oraz orderem papieskim Pro Ecclesia et Pontifice nadanym mu przez biskupa gdańskiego Edwarda O’Rourke.
Pogrzeb Józefa Czyżewskiego na cmentarzu św. Mikołaja we Wrzeszczu (przy al. Zwycięstwa) stał się manifestacją patriotyczną Polaków. W 1957, w związku z likwidacją cmentarza, szczątki Czyżewskiego zostały ekshumowane i złożone na cmentarzu na Srebrzysku (rejon IX, kwatera I).